# 26. ročník People's Choice Awards
26. ročník People's Choice Awards se konal 9. ledna 2002 v Pasadena Civic Auditorium v Pasadeně. Moderátorem večera byli Don Johnson a Cheech Marin. Ceremoniál vysílala stanice CBS.

## Nominace a vítězové
Tučně jsou označeni vítězové.

### Film
| Nejoblíbenější film                                                     | Nejlepší filmové drama                            |
| ----------------------------------------------------------------------- | ------------------------------------------------- |
| Šestý smysl - Matrix - Star Wars: Epizoda I – Skrytá hrozba             | Šestý smysl - Záhada Blair Witch - Dvojí obvinění |
| Nejoblíbenější filmová komedie                                          | Nejoblíbenější filmový herec                      |
| Velký táta - Prci, prci, prcičky - Austin Powers: Špion, který mě vojel | Harrison Ford - Mel Gibson - Bruce Willis         |
| Nejoblíbenější filmová herečka                                          | Nejoblíbenější hvězda: komedie                    |
| Julia Roberts - Sandra Bullock - Meryl Streep                           | Adam Sandler - Eddie Murphy - Robin Williams      |
| Nejoblíbenější hvězda: drama                                            |                                                   |
| Bruce Willis - Kevin Costner - Harrison Ford                            |                                                   |

### Televize
| Nejoblíbenější televizní komedie                                           | Nejoblíbenější televizní drama                                                                 |
| -------------------------------------------------------------------------- | ---------------------------------------------------------------------------------------------- |
| Přátelé - The Drew Carey Show - Frasier                                    | Pohotovost - Zákon a pořádek - Advokáti                                                        |
| Nejoblíbenější nový televizní seriál: drama                                | Nejoblíbenější nový televizní seriál: komedie                                                  |
| Providence - Zákon a pořádek: Útvar pro zvláštní oběti - Třetí hlídka      | Stark Raving Mad - Futurama - Proutník - Shasta McNasty                                        |
| Nejoblíbenější televizní herec                                             | Nejoblíbenější televizní herečka                                                               |
| Drew Carey - Kelsey Grammer - Ray Romano                                   | Calista Flockhart - Jenna Elfman - Jennifer Aniston                                            |
| Nejoblíbenější televizní herec v novém seriálu                             | Nejoblíbenější televizní herečka v novém seriálu                                               |
| Billy Campbell, Druhá šance - David Boreanaz, Angel - Norm Macdonald, Norm | Jennifer Love Hewitt, Time Of Your Life - Amy Brenneman, Soudkyně Amy - Sela Ward, Druhá šance |
| Nejoblíbenější reality-show (soutěž)                                       |                                                                                                |
| Kdo přežije - Policie v akci - The Real World                              |                                                                                                |

### Hudba
| Nejoblíbenější zpěvačka                     | Nejoblíbenější zpěvák                |
| ------------------------------------------- | ------------------------------------ |
| Shania Twain - Celine Dion - Britney Spears | Ricky Martin - Kid Rock - Will Smith |
| Nejoblíbenější skupina                      |                                      |
| Backstreet Boys - Alabama - Dixie Chicks    |                                      |